# Julius Sandtmann
Johann Friedrich Julius Sandtmann (* 25. Mai 1826 in Dargun; † 11. April 1883 in Hamburg) war ein Hamburger Kaufmann, Mitglied des Reichstages von 1881 bis 1883 und Abgeordneter der Hamburger Bürgerschaft.
Sandtmann wuchs in Hamburg auf und besuchte die Höhere Bürgerschule. Nach einer kaufmännischen Ausbildung war er als selbstständiger Kaufmann tätig und vor allem im Tabakimport engagiert. Er wurde als Kandidat der Deutschen Fortschrittspartei in der Reichstagswahl 1881 für den Reichstagswahlkreis Freie und Hansestadt Hamburg 1 gewählt. Aufgrund von Missernten und hohen Zöllen stand Sandtmann im April 1883 kurz vor dem Ruin, er beging Suizid. August Bebel konnte in der Nachwahl 1883 Sandtmanns freiwerdendes Reichstagsmandat erlangen.
Sandtmann gehörte von 1877 bis 1880 der Hamburgischen Bürgerschaft als Mitglied der Fraktion der Linken an.